# Скривена љубав — хомоеротски мотиви у савременој арапској књижевности
Скривена љубав — хомоеротски мотиви у савременој арапској књижевности је књига из 2018. године у издању Samizdatа из Београда, коју је приредио и текстове с арапског, енглеског и француског превео Мирослав Б. Митровић.

## Приређивач књиге
Мирослав Б. Митровић (1948, Београд) дипломирани је арабиста. У дипломатској служби у Кувајту је био у периоду од 2002. до 2006, и у Каиру од 2010. до 2014. године. Објавио је преко стотину превода дела из класичне и савремене арапске књижевности. Члан је Удружења књижевних преводилаца Србије.

## Аутори текстова
Аутори прозних дела чији су одломци заступљени у књизи су савремени књижевници: Јахја Тахер Абдала, Амар Абдулхамид, Ала ел-Асвани, Хода Баракат, Ејет Шекиб Џазири, Гамал ел-Гитани, Теуфик ал-Хаким, Халед Халифа, Сиба ел-Харез, Амал Хури, Сонала Ибрахим, Јусеф Ибрис, Самар Јазбек, Мохамед Лефтан, Мухамед Абд ел-Наби, Нагиб Махфуз, Рауф Мусад, Мухамед Салмави, Нихад Сирис, Мохамед Шукри, Тхани ал-Сувејди, Абдала Таиа, Садалах Ванус, Фади Загмут и Тахар бен Желун.

## О књизи
Скривена љубав — хомоеротски мотиви у савременој арапској књижевности је књига текстова, одломака из прозних дела, арапских писаца којима се залази у један од највећих табуа модерног арапског друштва. Кроз књигу проговарају жене и мушкараци који се боре са својим идентитетом у друштвима у којима су неприхваћени и често прогањани. Приказом скривених живота арапских сексуално маргинализованих група открива се непозната страна арапске културе која је обавијене забранама.
Књига је скуп текстова 25 савремених аутора и кроз њихово стваралаштво упознајемо се са сликом људи који живе притајеним и тегобним животима. Текстови даље откривају да иако предрасуде и стереотипи и даље владају у арапском свету, постоје могуће промене и толеранција.
Сви одломци из прозних дела у књизи преведени су са арапског језика, осим одломка из романа који су у оригиналу написани на енглеском (Марокански роб и Менструација), и француском (Једна арапска меланхолија, Хомосексуалност протумачена мојој мајци, Последња битка капетана Нимата, Отићи и Риба на љуљашци). Дело Дизел написано је на арапском, али је одломак у књизи преведен са енглеског. Распоред одломака у књизи је уређен по презименима по абецедном реду. Сваком одломку у књизи предходи кратак опис дела из кога је текст преведен.